# Zulu Kvæg-ræs
Zulu Kvæg-ræs er et dansk underholdningsprogram hvor 12 kendte personer skal leve som cowboys i 16 dage på en kvægfarm i Arizona, USA. Første sæson havde premiere den 16. marts 2010 på TV 2 Zulu. Anden sæson fik premiere den 3. februar 2011.

## Sæson 1
Første sæson havde premiere den 16. marts 2010, og havde Christiane Schaumburg-Müller vært. Oprindeligt var det meningen at Anni Fønsby skulle være vært, men produktionsholdet vurderede at det ville være for farligt for den gravide Fønsby at omgås heste.

### Medvirkende
| Blåt hold                    | Rødt hold                 |
| ---------------------------- | ------------------------- |
| Jonas Schmidt                | Joachim B. Olsen          |
| Tomas Villum Jensen          | Kia Liv Fischer           |
| Kenny Aleksandr              | Sarah Louise Christiansen |
| Michael "Jøden" Christiansen | Karsten Green             |
| Stephanie Leon               | Torben Chris              |
| Inez Gavilanes               | Simon Talbot              |

## Sæson 2
Anden sæson, med titlen Kvægræs 2 – Kampen om ære, havde premiere torsdag den 3. februar 2011. Værterne i denne sæson er Pelle Hvenegaard og Rene Dif

### Medvirkende
| Blåt hold         | Rødt hold                        |
| ----------------- | -------------------------------- |
| Jan Elhøj         | Carsten Bang                     |
| Alex Ambrose      | Geo                              |
| Mads Vangsø       | Sandra Hakky                     |
| Kat Stephie Holst | Lars Rasmussen (håndboldspiller) |
| Mads Larsen       | Maria Erwolter                   |
| Eva Nabe Poulsen  | Alexandre Willaume               |

## Sæson 3
Tredje sæson er i Australien og havde premiere søndag 18. marts med Lisbeth Østergaard som vært. 

### Medvirkende
| Grønt hold         | Gult hold        |
| ------------------ | ---------------- |
| Alexandre Willaume | Mads Larsen      |
| Jeppe Kaas         | Sarah Gründewald |
| Nicoline Toft      | Morden May       |
| Asmus Brandt       | Nikolaj Stokholm |
| Peter Falktoft     | Jim Lyngvild     |